# Walter Jankuhn
Walter Jankuhn, né le 14 juillet 1888 à Königsberg en province de Prusse-Orientale et mort le 22 mai 1953 à Berlin, est un chanteur d'opérette célèbre dans l'Allemagne des années 1920-1930.

## Biographie
Il joua dans des films muets à partir du milieu des années 1920 et interpréta son premier rôle (Otto Raney) dans un film parlant de Hans Conradi (de) en 1929, Dich' hab ich geliebt (Je t'ai aimée), qui eut un grand succès dans les pays germanophones et aux États-Unis.
En 1930, il joue dans Im weißen Rößl d'Erik Charell, film écrit par Oscar Blumenthal (de) et Gustav Kadelburg (de), qui était à la gloire du bon vieux temps de l'Autriche des Habsbourg et qui fut un immense succès, bien qu'il tombât dans l'oubli ensuite pour des raisons politiques. Il joue ensuite Gaston de Meville dans Madame Pompadour avec Anny Ahlers dans le rôle principal, sur une musique d'Eduard Künneke, Robert Stolz et Rudolf Nelson et dans des films-opérettes de Willi Wolff, ainsi que dans Zigeunerblut (Sang tzigane) de Charles Klein (1934).